# Юрський Сергій Юрійович
Сергі́й Ю́рійович Ю́рський (рос. Ю́рский Серге́й Ю́рьевич; 16 березня 1935, Ленінград — 8 лютого 2019, Москва) — радянський та російський актор, режисер. Народний артист РРФСР (1987). Член Спілки кінематографістів Росії.

## Життєпис
Сергій Юрський народився 16 березня 1935 року в Ленінграді, в театрально-музичній сім'ї. Його батько, Юрій Сергійович Юрський (Жихарєв) (1902—1957), дворянин, був відомим режисером, актором, театральним діячем. Він родом з України, виступав із Держоркестром України, взяв вельми поширений на той час у акторському середовищі псевдонім — Юрський. Мати Сергія Юрського, Євгенія Михайлівна (Мойсеївна) Юрська-Романова, єврейка, була музичним педагогом.
Закінчив середню школу із золотою медаллю. Поступив без іспитів і навчався на юридичному факультеті Ленінградського університету імені А. А. Жданова. Під час навчання в університеті брав участь в постановках Театру-студії Санкт-Петербурзького державного університету під керівництвом актриси й педагога Євгенії Володимирівни Карпової.

Сергій Юрський в ролі Остапа Бендера (1968)

У 1955 році, після 3-го курсу юрфаку, він вступив на акторський факультет Ленінградського театрального інституту імені А. Н. Островського. Після закінчення 2-го курсу, у 1957 році, Сергій Юрський був запрошений до Великого драматичного театру імені Максима Горького.
З середини 1960-х років був одним з провідних акторів трупи Георгія Товстоногова; серед кращих ролей — Чацький, Тузенбах, Езоп в «Лисиці і винограді» Гільєрме Фігейредо, професор Полежаєв в «Неспокійної старості» Леоніда Михайловича Рахманова. Тут же Сергій Юрський дебютував як режисер, поставивши у 1974 році спектакль «Мольєр» по Михайлу Булгакову.
Широку популярність акторові принесли ролі Викниксора у фільмі Геннадія Полоки «Республіка ШКІД» (1966) і Остапа Бендера в «Золотому теляті» (1968) Михайла Швейцера. Виступав як читець з програмами (біля п'ятнадцяти) класичних і сучасних авторів.
У 1978 році Сергій Юрський переїхав до Москви і став актором, а згодом і режисером Театру імені Мосради. З 1991 року одночасно грав і ставив спектаклі на сцені театру «Школа сучасної п'єси».
Повість «Чернов», написана ним у середині 1970-х років, стала літературною основою режисерського дебюту в кіно в 1990 році («Чернов»).
З 1996 року був членом опікунської ради Свято-Філаретівського православно-християнського інституту.
У 2011 році став Лауреатом премії «Зірка Театрала».
Сергій Юрський був автором декількох книг з прозами та п'єс, написаних ним під псевдонімом Вацетіс.
Народний артист РРФСР Сергій Юрський помер рано вранці, 8 лютого 2019 року в московській лікарні. Акторові було 83 роки. Донька артиста Дарина Юрська назвала причиною смерті Сергія Юрського зупинку серця.

### Громадянська позиція
У 2001 році Сергій Юрський підписав відкритого листа на захист телекомпанії НТВ. У 2003 році був серед діячів культури й науки, які закликали російську владу зупинити війну в Чечні і перейти до процесу перемовин. У 2006 році приєднався до звернення, що засуджувало примусову депортацію громадян Грузії з Росії, пов'язані з цим випадки етнічної дискримінації та загальне погіршення відносин між країнами. Виступав за звільнення Григорія Паська, Максима Рєзника, Світлани Бахміної, Михайла Ходорковського, Платона Лебедева, Кирила Серебренникова, учасниць гурту «Pussy Riot». У 2007 році підпис Юрського з'явився під зверненням до Володимира Путіна з рекомендацією залишити свою посаду після закінчення другого терміну і під жодним приводом не залишатися очільником держави — «ні в статусі президента, ні у вигляді якогось „загальнонаціонального лідера“», проте пізніше актор заперечував цей факт, припустивши, що хтось підписався його ім'ям. Брав участь у масових акціях протесту опозиції. Неодноразово підтримував ініціативи щодо захисту тварин. Висловлювався за збереження Центрального будинку актора імені А. А. Яблочкіної і петербурзької клінічної лікарні № 31, проти будівництва хмарочосу «Охта-центр».
Напередодні парламентських виборів 2016 року в Росії підтримав заклик до створення коаліції між партіями «Яблуко» і «ПАРНАС» з метою порятунку Росії «від повернення до сталінізму, від націоналізму і старечого імперського синдрому, від репресій у внутрішній політиці, від тотального злодійства і нехтування права».
Відповідаючи на питання про свої погляди в інтерв'ю 2018 року, Юрський зазначав, що ніколи не перебував у політичних рухах і вказав на різницю між «опозицією» і «позицією». За словами артиста, його позиція полягає в роботі над новими виставами, а свої відчуття і тривоги він прагне передавати художніми засобами.

### Позиція щодо агресії Росії в Україні
У 2014 році Сергій Юрський назвав ставлення російської влади і суспільства до України «несподіваним і жахливим проявом національного безкультур'я», засудивши прагнення втручатися в справи сусідньої країни. Коментуючи висловлювання про Крим, який нібито є «споконвічно російською землею», актор порівняв їх з гіпотетичними претензіями жителів сучасних Греції і Туреччини на великі території, що належали цим країнам у минулому.

Своє ставлення до дій Росії щодо України в інтерв'ю російському виданню «Зеленоград» у березні 2014 року Сергій Юрський описував так:
Це жахлива неввічливість, це жахливе порушення не тільки правил пристойності, але і того, що створює певний баланс в світі. Це інша нація — дружня, історично пов'язана з Росією, але інша. Зараз Україна — це інша країна.
Міністерство культури України включило Юрського до «білого списку» артистів, які підтримують територіальну цілісність країни і виступають проти агресії Росії.

## Фільмографія

### Режисер-постановник
- 1990 — Чернов/Chernov

### Акторські роботи
1. 1958 — Вулиця сповнена несподіванок — громадянин в капелюсі, епізод у будки регулювальника
2. 1959 — Повість про молодят — Данило, друг Володі
3. 1961 — Людина нізвідки — Дивак
4. 1962 — Чорна чайка — Хосе Гієльматель, снайпер-артист бродячого цирку
5. 1963 — Кріпосна акторка — князь Микита Петрович Батурін, гусар (співає Лев Морозов)
6. 1965 — Часе, вперед! — Давид Маргулієс
7. 1966 — Республіка ШКІД — Віктор Миколайович Сорокін (Вікмиксор), директор школи
8. 1968 — Золоте теля — Остап Бендер
9. 1968 — Інтервенція — маски (аристократ, спекулянт, дама і білогвардієць)
10. 1969 — Король-олень — Тарталья
11. 1973 — Зламана підкова — Жюль Ардан
12. 1974 — Вибір мети — Оппенгеймер
13. 1976 — Дервіш підриває Париж — мусьє Жордан
14. 1977 — Одного прекрасного дня (Кіноальманах, ф. 2-й) — актор
15. 1977 — Лев пішов з дому — злий мисливець
16. 1978 — Дачний будиночок для однієї сім'ї — директор
17. 1978 — Расмус-волоцюга — Ліф, злодій
18. 1979 — Місце зустрічі змінити не можна — Іван Сергійович Груздєв
19. 1979 — Маленькі трагедії — імпровізатор
20. 1981 — 20 грудня — Сідней Райлі
21. 1981 — Не бійся, я з тобою — поліцейський пристав
22. 1982 — Шукайте жінку — метр Роше
23. 1982 — Падіння Кондора — диктатор
24. 1982 — Старовинний детектив — Огюст Дюпен, Слінктон
25. 1984 — Виграш самотнього комерсанта — Людвіг
26. 1984 — Любов і голуби — дядько Мітя
27. 1984 — Казки старого чарівника — хранитель казок
28. 1985 — Береги в тумані — Сідней Райлі
29. 1986 — Шлях до себе — Ілля Сергійович Котов, керівник відділу НДІ, науковий керівник Крилова
30. 1986 — Звіздар — Дітц
31. 1987 — Кінець вічності — Гоббі Фінджі, обчислювач
32. 1990 — Чернов/Chernov — Арнольд Арнольд, маестро
33. 1991 — Ау! Пограбування поїзда — професор Лебедєв, геолог
34. 1992 — Гравці XXI (телеспектакль)
35. 1992 — Екстрасенс — майстер
36. 1993 — Пістолет з глушником — Боб, американський шпигун
37. 1995 — Одкровення незнайомцю — інспектор
38. 1996 — Королева Марго — Рене, парфумер королеви-матері
39. 1998 — Чехов і Ко
  1. «Письменник» — старий-письменник 
  2. «Пасажир 1-го класу» — Крикунов, інженер
40. 2000 — Охоронці пороку
41. 2003 — П'ятий янгол — Яків Семенович
42. 2007 — Корольов — Ціолковський
43. 2008 — Не думай про білих мавп — один з авторів
44. 2008 — Батьки і діти — Василь Іванович, батько Базарова
45. 2009 — Півтори кімнати, або Сентиментальна подорож на батьківщину — батько Бродського
46. 2009 — Природний відбір — Віктор Коробов, батько Ольги, бізнесмен
47. 2011 — Фурцева — Борис Пастернак
48. 2011 — Товариш Сталін — Сталін

## Нагороди і почесні звання
- Заслужений артист РРФСР (1968)
- Народний артист РРФСР (1987)
- Орден «За заслуги перед Вітчизною» III ступеня (14.03.2010) — за значний внесок у розвиток вітчизняної культури та мистецтва, багаторічну творчу діяльність[46]
- Орден «За заслуги перед Вітчизною» IV ступеня (31.08.2005) — за значний внесок у розвиток театрального мистецтва й багаторічну творчу діяльність[47]
- Медаль Пушкіна (2000)
- Премія «Кінотавр» у номінації Головні призи конкурсу «Фільми для обраних» за 1991 рік